# Ascension (comics)
Pour les articles homonymes, voir Ascension.
Ascension est une série de comics créée par David Finch et Batt (pseudonyme de Matt Banning), éditée sous le label Top Cow des éditions Image Comics. En France, la série a été publiée par les éditions Semic de 1998 à 2000.

## Histoire
Il y a fort longtemps, dans un monde parallèle, deux races humanoïdes, les Minéens à l'apparence d'anges et les Dayaks à l'apparence de démons, vivaient ensemble dans la paix et la prospérité. Un jour cependant, un enfant dayak prit le pouvoir ; il s'appelait Voivodul et son pouvoir ne connaissait aucune limite. Il entama alors un règne de terreur. Horrifiés par ce tyran, en unissant leurs forces, Minéens et Dayaks finirent pas l'emprisonner dans un monde entre leur univers et la Terre. La formule qui avait emprisonné Voivodul fut écrite sur les pages mystiques de très puissants écrits magiques que seuls les plus sages furent autorisés à lire.
1000 ans plus tard, une équipe de chercheurs retrouva certaines de ces pages, ils demandèrent au conseil l'autorisation de les étudier mais le chef du conseil refusa. Comme ce dernier était Minéen et que le responsable de l'équipe de recherche était Dayak, certains que ce refus était purement politique, ils étudièrent en secret les pages et, quand ils furent découverts, un Dayak assassina le maitre du conseil. Ainsi la guerre recommença entre les Minéens voulant empêcher le retour de Voivodul et les Dayaks qui voyaient en lui un dieu protecteur qui les vengerait de leurs antagonistes.
Encore 1000 ans plus tard, en 1986, des Dayaks sont découverts dans notre monde, près de Tchnernobyl dont la centrale vient tout juste d'exploser ; une fois tués, on les dissèque afin de les étudier.
Quelques années après, Andromeda, belle et jeune scientifique qui travaille sur les cadavres, découvre avec l'agent russe Lucien une jeune Minéenne en même temps que les dernières pages. Involontairement, Lucien et Andromeda vont rentrer dans une bataille qui concerne un monde dont ils ignorent tout !

## Personnages
- Andromeda : surnommée Andy, belle et jeune biologiste moléculaire, elle va aider la Russie en étudiant des cadavres de dayaks afin de chercher une technique de téléportation. Elle découvrira par hasard Petra et les dernières Pages, voulant empêcher que la fillette deviennent un cobaye, elle s'enfuit avec elle, mais elle sera rattrapée par les dayaks, au contact des pages, elle va devenir télépathe, cette télépathie sera utilisée par Voivodul pour la contrôler durant un temps en se faisant passer pour Lucien dont Andromeda est tombé amoureuse.

- Lucien : agent russe aux ordres de Gregorieff qu'il respecte beaucoup, il déteste son travail qui le force à tuer au nom d'une prétendue justice, très proche d'Andromeda lorsqu'elle va s'enfuir avec Petra, il va la poursuivre et tuera les dayaks qui les attaquent, au contact des pages, il a gagné en force physique et en résistance, ses cheveux sont devenus rouges, ses yeux sont habités d'une aura bleu clair et deux ailes lui ont poussé dans le dos. Il est le sauveur des minéens mais n'est pas du tout intéressé par leur conflit, il va tomber amoureux de Andromeda et ça lui donnera l'envie de se battre contre les dayaks.

- Vladimir Gregoriefr : chef d'une grande partie des forces russes, Gregorieff est très religieux, lorsqu'il va ramasser des Pages oublié sur Terre par Petra, Lucien et Andromeda, Voivodul va lui parler et le nommera "son archange" en annonçant qu'il est le messie des temps nouveau, Vladimir va donc se ranger du côté des dayaks. Au contact des pages, Vladimir a obtenu une très grande force et il possède désormais des ailes comme celle des dayaks.

- Petra : Minéène très jeune mais également très intelligente, elle est capable de voir l'avenir, elle va vouloir protéger les dernières pages et à cause de ça, entraînera la transformation de Andromeda et de Lucien, elle va tout faire pour protéger son peuple mais pour empêcher qu'Andromeda soit séquestrée, elle va indiquer où se trouve le refuge des minéens au dayaks.

- Voivodul : Dayak qui fut roi de l'empire Dayak-Minéen, il fut emprisonné à cause de sa tyrannie, ne pouvant être libéré qu'avec les pages, il va contrôler les dayaks, Vladimir et même Andromeda pour pouvoir se libérer.

- Sophocle : roi des Minéens, il est très calme et sage mais souhaite ardemment s'opposer à Voivodul, il sera tué lors du raid final des dayaks contre les minéens par Andromeda sous le contrôle de Voivodul.

- Enoch : chef Dayak qui souhaite libérer Voivodul pour que son peuple puisse vaincre les minéens et prendre leur revanche.

## Publication
- V.O. : Ascension #1 à 22 et #0 (Top Cow, 1997 à 2000)
- V.F. : Ascension no 1 à 11 (Semic, 1998 à 2000)